# Yachiyo
Yachiyo (jap. 八千代市 Yachiyo-shi) – miasto w środkowej części Japonii (prefektura Chiba) na głównej wyspie Honsiu (Honshū). Ma powierzchnię 51,39 km². W 2020 r. mieszkało w nim 199 597 osób, w 84 857 gospodarstwach domowych  (w 2010 r. 189 789 osób, w 74 776 gospodarstwach domowych).
W mieście rozwinął się przemysł maszynowy, środków transportu, włókienniczy oraz metalowy.